# Sárospatak
Sárospatak é uma cidade da Hungria, situada no condado de Borsod-Abaúj-Zemplén. Tem 139,09 km² de área e sua população em 2019 foi estimada em 11.768 habitantes.